# Акулін Едуард Олександрович
Едуард Олександрович Акулін (біл. Эдуард Аляксандравіч Акулін; нар. 7 січня 1963, с. Великі Немки, Вітківський район, Гомельська область, БРСР) — білоруський поет, перекладач, бард.

## Біографія

### Виховання та освіта
Народилась 7 січня 1963 р. у селі Великі Немки на Вітківщині.
Закінчив Гомельський державний університет і аспірантуру НАН Білорусі.

### Поетична творчість
Збірки поезії:
- «Лес дзённага асвятлення» (1988)
- «Пяшчота ліўня» (1990)
- «Крыло анёла» (1995)
- «Радно» (2000)
- «Непрычалены човен» (2003)
- «Вітражы» (2009)
- «Малітва воч» (2012)
- «Святая ноч» (2013)

Є автором драматичної містерії «На Каляды» (1996); двох пісенних магнітоальбомів: «Мая Крывія» (1995), «Як яна і я» (2000); а так само компакт-дисків: «Напачатку была Песьня» (2003), «Песьні залатой Крывіі» (2008), «Не магу жыць без крыл…» (2012).
Акулін є перекладачем з української, польської, литовської, словенської, болгарської, німецької мов.
Вірші Едуарда Акуліна перекладалися англійською, французькою, італійською, українською, російською, польською, болгарською, словенською, хорватською, сербською, литовською, латиською і німецькою мовами.

## Премії
- (1993) Лауреат Першого національного фестивалю білоруської бардівської пісні[3]
- (2013) Лауреат міжнародної премії Миколи Ганька
- (2014) Лауреат літературної премії «Гліняны Вялес»
- (2016) Лауреат літературної премії «Срэбнае лятучае пяро», Болгарія